# Coupe d'Algérie de football 1962-1963
Navigation
Coupe d'Algérie
1963-1964
La Coupe d'Algérie de football 1962-1963 est la première édition de la Coupe d'Algérie de football, une compétition à élimination directe mettant aux prises tous les clubs de football affiliés à la Fédération algérienne de football. Au terme de cette première édition, l'Entente sportive de Sétif remporte le premier titre en battant l'Espérance sportive de Mostaganem dans une finale à rejouer, sur le score de deux buts à zéro. À noter que les frais d'engagements en coupe d'Algérie pour la catégorie senior était de 15 nouveaux francs (le dinar n'existait pas à l'époque).

## Calendrier
| Tour                                                                    | Nom                           | Dates retenues                | Équipes participantes         | Équipes gagnantes             |
| Épreuves éliminatoires (1962)                                           | Épreuves éliminatoires (1962) | Épreuves éliminatoires (1962) | Épreuves éliminatoires (1962) | Épreuves éliminatoires (1962) |
| ----------------------------------------------------------------------- | ----------------------------- | ----------------------------- | ----------------------------- | ----------------------------- |
| Entrée en lice des équipes des différents groupes du Critérium Régional |                               |                               |                               |                               |
| 1                                                                       | 1er tour                      | les 20-21 octobre 1962        | 67                            | 34                            |
| Entrée en lice des équipes des différents groupes du Critérium Honneur  |                               |                               |                               |                               |
| 2                                                                       | 2e tour                       | les 2-3 novembre 1962         | 34 (+222)                     | 128                           |
| 3                                                                       | 3e tour                       | les 24-25 novembre 1962       | 128                           | 64                            |
| 4                                                                       | 4e tour                       | le 16 décembre 1962           | 64                            | 32                            |
| 5                                                                       | 5e tour                       | le 20 décembre 1962           | 32                            | 16                            |
| Compétition propre (1963)                                               |                               |                               |                               |                               |
| 6                                                                       | 1/8e de finale                | les 18-19 janvier 1963        | 16                            | 8                             |
| 7                                                                       | 1/4 de finale                 | le 3 mars 1963                | 8                             | 4                             |
| 8                                                                       | 1/2 finales                   | le 31 mars 1963               | 4                             | 2                             |
| 9                                                                       | Finale                        | le 24 avril 1963              | 2                             | 1                             |

## Trente deuxième de finale
| 16 décembre 1962 | NA Hussein Dey | 3 - 1 | CC Alger |                            |
|                  |                |       |          | Stade de Larbaâ / (Larbaâ) |

| 16 décembre 1962 | Stade Guyotville | 3 - 3 (a.p) (1er but) | JS Kabylie |                                    |
|                  |                  |                       |            | Stade de Ménerville / (Ménerville) |

| 16 décembre 1962 | USM Alger | 3 - 1 | RC Kouba |                                   |
|                  |           |       |          | Stade d'El Harrach / (El Harrach) |

| 16 décembre 1962 | CR Belcourt | 6 - 3 | US Rivet (Meftah) |                            |
|                  |             |       |                   | Stade de Bouira / (Bouira) |

| 16 décembre 1962 | US Santé | 4 - 1 | ESM Koléa |                                            |
|                  |          |       |           | Stade de Oued El Alleug / (Oued El Alleug) |

| 16 décembre 1962 | USM Blida | 3 - 2 | IR Hadjout |                          |
|                  |           |       |            | Stade de Médéa / (Médéa) |

| 16 décembre 1962 | WA Boufarik | 5 - 3 | HC Ain Bessem |                                      |
|                  |             |       |               | Stade de Berrouaghia / (Berrouaghia) |

| 16 décembre 1962 | JS El Biar | 4 - 3 | IB Lakhdaria |                               |
|                  |            |       |              | Stade Bologhine / (Bologhine) |

| 16 décembre 1962 | US Aumale | 1 - 0 | ES El Biar |                            |
|                  |           |       |            | Stade du 20 août / (Alger) |

| 16 décembre 1962 | RC Arbaa | 3 - 1 | CR Ménerville |                            |
|                  |          |       |               | Stade de Dellys / (Dellys) |

| 16 décembre 1962 | ES Maison-Carrée | 6 - 2 | MB Bouira |                            |
|                  |                  |       |           | Stade de Meftah / (Meftah) |

| 16 décembre 1962 | US Hôpitaux Alger | 2 - 1 | O Médéa |                          |
|                  |                   |       |         | Stade de Blida / (Blida) |

| 16 décembre 1962 | ES Mostaganem | - |  |  |  |
|                  |               |   |  |  |  |

| 16 décembre 1962 | SS la Marsa | - |  |  |  |
|                  |             |   |  |  |  |

| 16 décembre 1962 | MC Oran | - |  |  |  |
|                  |         |   |  |  |  |

| 16 décembre 1962 | MC Saïda | - |  |  |  |
|                  |          |   |  |  |  |

| 16 décembre 1962 | RC Relizane | - |  |  |  |
|                  |             |   |  |  |  |

| 16 décembre 1962 | USM Bel-Abbès | - |  |  |  |
|                  |               |   |  |  |  |

| 16 décembre 1962 | GC Mascara | - |  |  |  |
|                  |            |   |  |  |  |

| 16 décembre 1962 |  | - |  |  |  |
|                  |  |   |  |  |  |

| 16 décembre 1962 |  | - |  |  |  |
|                  |  |   |  |  |  |

| 16 décembre 1962 |  | - |  |  |  |
|                  |  |   |  |  |  |

| 16 décembre 1962 | ES Sétif | 3 - 0 | US Tébessa |  |  |
|                  |          |       |            |  |  |

| 16 décembre 1962 | CA Batna | - |  |  |  |
|                  |          |   |  |  |  |

| 16 décembre 1962 | JSM Philipeville | - |  |  |  |
|                  |                  |   |  |  |  |

| 16 décembre 1962 | AS Bône | - |  |  |  |
|                  |         |   |  |  |  |

| 16 décembre 1962 | USM Annaba | - |  |  |  |
|                  |            |   |  |  |  |

| 16 décembre 1962 | CA Bordj Bou Arreridj | - |  |  |  |
|                  |                       |   |  |  |  |

| 16 décembre 1962 | MC Saint Arnaud | - |  |  |  |
|                  |                 |   |  |  |  |

| 16 décembre 1962 | JBAC Bône | - |  |  |  |
|                  |           |   |  |  |  |

| 16 décembre 1962 | USM Sétif | - |  |  |  |
|                  |           |   |  |  |  |

| 16 décembre 1962 | US Canrobert | - |  |  |  |
|                  |              |   |  |  |  |

| 16 décembre 1962 | MSP Batna | - |  |  |  |
|                  |           |   |  |  |  |

| 16 décembre 1962 |  | - |  |  |  |
|                  |  |   |  |  |  |

## Seizième de finale
Les matchs se sont joués le 20 décembre 1962.
| 20 décembre 1962 | USM Alger | 2 - 0 | JS El Biar |                            |
|                  |           |       |            | Stade d'El Annaser (Alger) |

| 20 décembre 1962 | US Aumale | 0 - 1 | RC Arbaâ |                         |
|                  |           |       |          | Stade Lavegerie (Alger) |

| 20 décembre 1962 | WA Boufarik | 0 - 0 (n.c) | CR Belcourt |                         |
|                  |             |             |             | Stade d'El-Biar (Alger) |

| 20 décembre 1962 | ES Maison-Carrée | 3 - 2 (a.p) | NA Hussein Dey |  |  |
|                  |                  |             |                |  |  |

| 20 décembre 1962 | US Hôpital Alger | 0 - 2 | USM Blida |  |  |
|                  |                  |       |           |  |  |

| 20 décembre 1962 | ES Mostaganem | 5 - 1 | SS la Marsa |  |  |
|                  |               |       |             |  |  |

| 20 décembre 1962 | MC Saïda | 2 - 1 | GC Mascara |  |  |
|                  |          |       |            |  |  |

| 20 décembre 1962 | MC Oran | - |  |  |  |
|                  |         |   |  |  |  |

| 20 décembre 1962 | RC Relizane | - |  |  |  |
|                  |             |   |  |  |  |

| 20 décembre 1962 | USM Bel-Abbès | - |  |  |  |
|                  |               |   |  |  |  |

| 20 décembre 1962 | ES Sétif | 3 - 0 | CA Batna |  |  |
|                  |          |       |          |  |  |

| 20 décembre 1962 | JSM Philipeville | 2 - 0 | AS Bône |  |  |
|                  |                  |       |         |  |  |

| 20 décembre 1962 | USM Annaba | 1 - 0 | CA Bordj Bou Arreridj |  |  |
|                  |            |       |                       |  |  |

| 20 décembre 1962 | MC Saint Arnaud | 3 - 1 | JBAC Bône |  |  |
|                  |                 |       |           |  |  |

| 20 décembre 1962 | US Canrobert | 2 - 2 (n.c) | MSP Batna |  |  |
|                  |              |             |           |  |  |

| 20 décembre 1962 | USM Sétif | - |  |  |  |
|                  |           |   |  |  |  |

## Huitièmes de finale (1ertour national)
Les matchs des Huitièmes de finale se sont joués le 18 janvier 1963 et 19 janvier 1963.
| 18 janvier 1963 | ES Sétif | 3 - 1 | RC Relizane |                                                 |
|                 |          |       |             | Stade Ben Abdelmalek (ex-Turpin), (Constantine) |

| 18 janvier 1963 | ES Mostaganem | 1 - 0 | MC Saint Arnaud |                                |
|                 |               |       |                 | Oran Arbitrage : Ahmed Khelifi |

| 18 janvier 1963 | MC Oran                           | 2 - 0 | RC Arbaâ |                       |                       |
|                 | *Abdehamid Belabbes - Kadour Nair |       |          | Stade Municipal, Oran | Stade Municipal, Oran |

| 18 janvier 1963 | USM Alger | 2 - 1 | USM Bel Abbès |  |  |
|                 |           |       |               |  |  |

| 18 janvier 1963 | USFM Sétif | 4 - 0 | USM Blida |  |  |
|                 |            |       |           |  |  |

| 18 janvier 1963 | JSM Philipeville | 2 - 0 | WA Boufarik |  |  |
|                 |                  |       |             |  |  |

| 18 janvier 1963 | MC Saïda | 2 - 1 | USM Bône |  |  |
|                 |          |       |          |  |  |

| 18 janvier 1963 | ESM Maison-Carrée | 2 - 0 | US Canrobert |  |  |
|                 |                   |       |              |  |  |

(*) MC Saint Arnaud est l'actuelle MC El-Eulma.

(**) US Canrobert l'actuelle US Chaouia vainqueur sur le terrain sur le score de (2 - 1), mais disqualifiée.

## Quarts de finale (2etour national)
Les matchs des quarts de finale se sont joués le 3 mars 1963.
| Dimanche 3 mars 1963 | ES Sétif | 2 – 1 | MC Oran |                                            |                                            |
| 14 h 00              |          | (–)   |         | Stade Turpin, (Constantine) Arbitrage : M. | Stade Turpin, (Constantine) Arbitrage : M. |

| Dimanche 3 mars 1963 | USM Alger | 3 – 2 | JSM Skikda |                |                |
| 14 h 00              |           | (–)   |            | Arbitrage : M. | Arbitrage : M. |

| Dimanche 3 mars 1963 | ES Mostaganem | 2 – 0 | ESM Maison-Carrée |                                        |                                        |
| 14 h 00              |               | (–)   |                   | Stade Municipal, (Oran) Arbitrage : M. | Stade Municipal, (Oran) Arbitrage : M. |

| Dimanche 3 mars 1963 | USM Sétif | 3 – 2 | MC Saïda |                                            |                                            |
| 14 h 00              |           | (–)   |          | Stade Turpin, (Constantine) Arbitrage : M. | Stade Turpin, (Constantine) Arbitrage : M. |

## Demi-finales (3etour national)
Les matchs des demi-finales se sont joués le 31 mars 1963
| Dimanche 31 mars 1963 | ES Sétif                                      | 4 – 2ap | USM Alger                  |                                            |                                            |
| 14 h 00               | Kharchi 79e · Khemicha 90e 96e · Koussim 106e | (–)     | Meziani 11e · Bernaoui 23e | Stade Turpin, (Constantine) Arbitrage : M. | Stade Turpin, (Constantine) Arbitrage : M. |

| Dimanche 31 mars 1963 | ES Mostaganem    | 1 – 0ap | USM Sétif |                                        |                                        |
| 14 h 00               | Ould El-Bey 117e | (0 – 0) |           | Stade Municipal, (Oran) Arbitrage : M. | Stade Municipal, (Oran) Arbitrage : M. |

## Finale
Source
| 28 avril 1963 | ES Sétif   | 1-1 a.p. | ES Mostaganem | Stade El-Annasser (Alger)                                                                      |                                                                                                |
|               | Mattem 78e | (0-1)    | Khellil 45e   | Spectateurs : 11 000 Diffuseur : RTA Arbitrage : Khelifi Arbitre assist. : Aouissi - Benghanif | Spectateurs : 11 000 Diffuseur : RTA Arbitrage : Khelifi Arbitre assist. : Aouissi - Benghanif |

| Gardien de but |           | Ferchichi       |
|                |           | Boulekfoul II   |
|                | Capitaine | Guedjali        |
|                |           | Bourouba        |
|                |           | Boulekfoul I    |
|                |           | Boulekfoul III  |
|                |           | Benkari         |
|                |           | Benmahmoud      |
|                |           | Khemicha        |
|                |           | Messaoud Koucim |
|                |           | Mattem          |
| Entraîneur :   |           |                 |
|                |           | Mokhtar Arribi  |

| Gardien de but |           | Bouasria Ould Moussa                     |
|                |           | Benmohamed                               |
| D              | Capitaine | Ould El Bey                              |
|                |           | Osmane                                   |
|                |           | Sardji                                   |
|                |           | Benaissi                                 |
|                |           | Abdelkader                               |
|                |           | Messaoued                                |
|                |           | Clavier                                  |
|                |           | Said Khelil                              |
|                |           | Soudani                                  |
| Entraîneurs :  |           |                                          |
|                |           | Abdelkader Ould El Bey & Pierre Avoustin |

### Finale rejouée
| 12 mai 1963 | ES Sétif               | 2-0   | ES Mostaganem | Stade El-Annasser (Alger)                |                                          |
|             | Koussim 33e Mattem 88e | (1-0) |               | Spectateurs : 11 000 Arbitrage : Khelifi | Spectateurs : 11 000 Arbitrage : Khelifi |

| Gardien de but |           | Ferchichi      |
|                | Capitaine | Boulekfoul I   |
|                |           | Bourouba       |
|                |           | Boulekfoul II  |
|                |           | Benmahmoud     |
|                |           | Boulekfoul III |
|                |           | Khemicha       |
|                |           | Neggache       |
|                |           | Koucim         |
|                |           | Mattem         |
|                |           | Kerouani       |
| Entraîneur :   |           |                |
|                |           | Mokhtar Arribi |

| Gardien de but |           | Bouasria Ould Moussa                     |
|                |           | Benmohamed                               |
| d              | Capitaine | Ould El Bey                              |
|                |           | Osmane                                   |
|                |           | Sardji                                   |
|                |           | Benaissi I                               |
|                |           | Benaissi II                              |
|                |           | Messaoued                                |
|                |           | Clavier                                  |
|                |           | Said Khelil                              |
|                |           | Soudani                                  |
| Entraîneur :   |           |                                          |
|                |           | Abdelkader Ould El Bey & Pierre Avoustin |